# Гехофен
Гехофен (нем. Gehofen) — община в Германии, в земле Тюрингия. 
Входит в состав района Кифхойзер. Подчиняется управлению Миттельцентрум Артерн.  Население составляет 699 человек (на 31 декабря 2010 года). Занимает площадь 13,49 км².